# Iso Saivijärvi
Iso Saivijärvi och Pikku Saivijärvi, eller Saivijärvet är sjöar i Finland. De ligger i kommunen Kittilä i landskapet Lappland, i den norra delen av landet, 900 km norr om huvudstaden Helsingfors. Iso Saivijärvi ligger 209,1 meter över havet. Arean är 10,5 hektar och strandlinjen är 1,48 kilometer lång. Sjön  ingår i Kemi älvs huvudavrinningsområde. 